# Heinz Erbig
Heinz Erbig (* 22. März 1933 in Raguhn) ist ein ehemaliger deutscher Diplomat. Er war Generalkonsul und Geschäftsträger der Botschaft der DDR im Königreich Nepal.

## Leben
Erbig erlernte zunächst den Beruf des Schlossers. Später erwarb er das Abitur und schloss ein Studium als Diplom-Staatswissenschaftler ab. 
Ab 1961 war Erbig in verschiedenen Positionen beim Ministerium für Auswärtige Angelegenheiten der DDR (MfAA) tätig. Er war unter anderem Mitarbeiter an der Botschaft der DDR in Prag sowie an den Generalkonsulaten in Ceylon und Indien. Ab September 1971 leitete er als Generalkonsul das Generalkonsulat der DDR in Kathmandu. Im Januar 1972 empfing ihn der Ministerpräsident und Außenminister Nepals, Kirtinidhi Bista, zur Entgegennahme des Konsularpatents. Nach der Aufnahme diplomatischer Beziehungen zwischen der DDR und dem Königreich Nepal im Dezember 1972 wurde er im März 1973 zum Geschäftsträger ad interim der Botschaft der DDR ernannt.
Erbig war Mitglied der SED.

## Schriften
- Ceylon erfüllt das Vermächtnis von Solomon Bandaranaike. In: Deutsche Außenpolitik, VII. Jahrgang (1962), Sonderheft I, S. 193ff.